# ツリスガラ

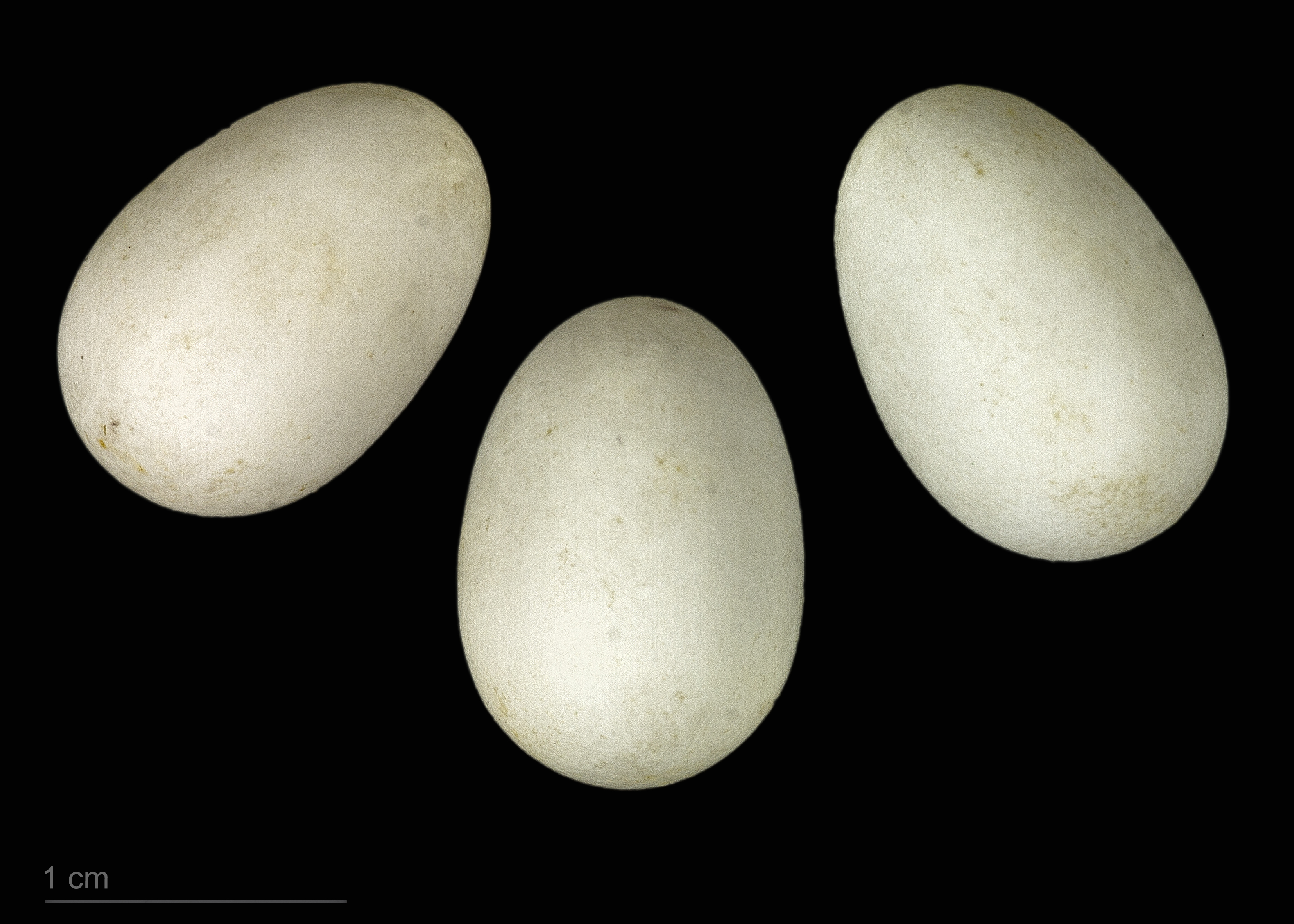
Remiz pendulinus

ツリスガラ（吊巣雀、学名：Remiz consobrinus）は、スズメ目ツリスガラ科に分類される鳥類の一種。かつてはスインホーガラと呼ばれていた。

## 形態
全長約11cm。小型の鳥である。雄の頭部は灰色で顔は白く、嘴から目元を通過する黒い線（過眼線）が目立つ。背中は赤褐色である。雌は頭部や過眼線がやや褐色がかっている。

## 分布
中国北部で繁殖し、中国沿岸部、韓国、九州地方を中心とした西日本で越冬する。日本では以前は大陸からの迷鳥で観察例もそれほど多くなかったが、1970年代から冬期に渡来する数が増え、現在では九州地方を中心とした西日本では普通の冬鳥となっている。

## 分類
日本鳥類目録改訂第7版ではRemiz pendulinus （European Penduline Tit）の亜種とされていた。日本鳥類目録改訂第8版では Remiz consobrinus (Swinhoe, 1870)（Chinese Penduline Tit)の和名をツリスガラとしている。

## 生態
群れを作って生活する。水辺に近い河口、川岸、海岸のヨシ原に生息し、ヨシの茎の鞘を嘴ではいで中にいる昆虫類を食べる（冬季の枯死したヨシの葉鞘と茎の間の間隙にはカイガラムシの仲間のビワコカタカイガラモドキが多数越冬していることが多い）。そのため、生息しているアシ原ではパチパチ音が聞こえることがある。
繁殖地では、湿地や林の中の樹木の枝に、主に草を使って袋状の吊り巣を作る。これが、和名の由来である。卵数は普通6-8個。雌のみが抱卵する。